# 喬克略喬克略山
14°49′36″S 72°13′42″W / 14.82667°S 72.22833°W
喬克略喬克略山（Chuqllu Chuqllu），是秘魯的山峰，位於該國南部阿雷基帕大區，由卡斯蒂利亞省的奧爾科潘帕區負責管轄，屬於萬索山脈的一部分，海拔高度5,000米。